# Manuel González Vilches
Manuel González Vilches (Melipilla, 22 de julio de 1882 - Santiago, 6 de abril de 1954) fue un editor y político comunista chileno. Hijo de Eufracio González y Julia Vilches. Casado en Valparaíso con Elcira Rojas Olivares (1928).
Fue editor del periódico clandestino Bandera Roja, desde 1927.  Trabajó en la organización de campesinos y asalariados agrícolas de la zona central.
Militó en las filas del Partido Comunista, se desempeñó en cargos directivos de la Federación Obrera de Chile. 
Fue elegido Diputado por la 12.ª agrupación departamental de Talca, Lontué y Curepto (1941-1945). Integró la comisión de Relaciones Exteriores.
Fue Gobernador del departamento de Curepto (1946-1947).